# Ньютон (округ Маркетт, Вісконсин)
Ньютон (англ. Newton) — місто (англ. town) в США, в окрузі Маркетт штату Вісконсин. Населення — 529 осіб (2020).

## Демографія
Згідно з переписом 2010 року, у місті мешкало 547 осіб у 238 домогосподарствах у складі 155 родин. Було 380 помешкань
Расовий склад населення:
| - 97,6 % — білих - 0,5 % — азіатів - 0,4 % — чорних або афроамериканців - 0,2 % — корінних американців |

До двох чи більше рас належало 0,4 %. Частка іспаномовних становила 2,0 % від усіх жителів.
За віковим діапазоном населення розподілялося таким чином: 21,2 % — особи молодші 18 років, 56,7 % — особи у віці 18—64 років, 22,1 % — особи у віці 65 років та старші. Медіана віку мешканця становила 48,8 року. На 100 осіб жіночої статі у місті припадало 107,2 чоловіків;  на 100 жінок у віці від 18 років та старших — 102,3 чоловіків також старших 18 років.
Середній дохід на одне домашнє господарство  становив 62 582 долари США (медіана — 59 500), а середній дохід на одну сім'ю — 66 498 доларів (медіана — 61 000). Медіана доходів становила 37 045 доларів для чоловіків та 35 486 доларів для жінок. За межею бідності перебувало 9,9 % осіб, у тому числі 10,6 % дітей у віці до 18 років та 2,9 % осіб у віці 65 років та старших.
Цивільне працевлаштоване населення становило 289 осіб. Основні галузі зайнятості: виробництво — 19,7 %, роздрібна торгівля — 18,0 %, сільське господарство, лісництво, риболовля — 13,8 %, освіта, охорона здоров'я та соціальна допомога — 12,1 %.